# Campeonato de Segunda División 1941 (Argentina)
El Campeonato de Segunda División 1941 fue el octavo de la era profesional en la Argentina de la Segunda División. Para esta temporada, se dispuso que solamente los equipos de esta categoría disputen el torneo, en el que estaba en juego un ascenso a Primera División. Participaron 18 equipos, que jugaron a dos ruedas de partidos, un total de 34 encuentros entre el 29 de marzo y el 13 de diciembre de 1941.
Se agregaron en esta temporada, Vélez Sarsfield y Chacarita Juniors, que descendieron de la Primera División y Nueva Chicago, que consiguió el ascenso al ganar el Tercera División.
El campeón fue Chacarita Juniors, que de esta manera retornó rápidamente a Primera División.
Hubo en juego tres descensos que correspondieron a Argentino de Quilmes, Barracas Central y Los Andes.

## Ascensos y descensos
| Pos. | Descendidos de la Segunda División 1940 |
| ---- | --------------------------------------- |
| 17.º | Estudiantes (BA)                        |
| 18.º | Boulogne                                |
| Des. | El Porvenir                             |

| Pos. | Ascendidos a la Segunda División 1941 |
| ---- | ------------------------------------- |
| 1.º  | Nueva Chicago                         |

| Ascendidos a la Primera División 1941 |
| ------------------------------------- |
| No hubo                               |

| Pos. | Descendidos de la Primera División 1940 |
| ---- | --------------------------------------- |
| 17.º | Vélez Sarsfield                         |
| 18.º | Chacarita Juniors                       |

## Equipos
| Equipo                 | Ciudad               |
| ---------------------- | -------------------- |
| Acassuso               | Boulogne             |
| All Boys               | Buenos Aires         |
| Almagro                | Buenos Aires         |
| Argentino de Quilmes   | Quilmes              |
| Argentinos Juniors     | Buenos Aires         |
| Barracas Central       | Buenos Aires         |
| Chacarita Juniors      | Buenos Aires         |
| Colegiales             | Buenos Aires         |
| Defensores de Belgrano | Buenos Aires         |
| Dock Sud               | Dock Sud             |
| Excursionistas         | Buenos Aires         |
| Los Andes              | Lomas de Zamora      |
| Nueva Chicago          | Buenos Aires         |
| Quilmes                | Quilmes              |
| Talleres               | Remedios de Escalada |
| Temperley              | Temperley            |
| Unión                  | Santa Fe             |
| Vélez Sarsfield        | Buenos Aires         |

### Distribución geográfica de los equipos
| Región                 | Cant. | Equipos |
| ---------------------- | ----- | --- |
| Ciudad de Buenos Aires | 10    | All Boys, Almagro, Argentinos Juniors, Barracas Central, Chacarita Juniors, Colegiales, Defensores de Belgrano, Excursionistas, Nueva Chicago y Vélez Sarsfield |
| Conurbano bonaerense   | 7     | Acassuso, Argentino de Quilmes, Dock Sud, Los Andes, Quilmes, Talleres y Temperley                                                                              |
| Santa Fe               | 1     | Unión |

## Formato

### Competición
Los 18 equipos se enfrentaron por el sistema de todos contra todos, ida y vuelta, disputando un total de 34 fechas.

### Ascensos
El equipo que finalizó en el primer lugar de la tabla de posiciones se consagró campeón y obtuvo el único ascenso a la Primera División.

### Descensos
Los equipos que finalizaron en los últimos tres lugares de la tabla de posiciones descendieron a la Tercera División.

## Tabla de posiciones final
| Pos. | Equipo               | Pts. | PJ | PG | PE | PP | GF | GC | Dif. |
| ---- | -------------------- | ---- | -- | -- | -- | -- | -- | -- | ---- |
| 01.º | Chacarita Juniors    | 58   | 34 | 26 | 6  | 2  | 92 | 35 | 57   |
| 02.º | Colegiales           | 45   | 34 | 19 | 7  | 8  | 63 | 47 | 16   |
| 03.º | Almagro              | 41   | 34 | 16 | 9  | 9  | 69 | 49 | 20   |
| 04.º | Vélez Sarsfield      | 40   | 34 | 16 | 8  | 10 | 81 | 41 | 40   |
| 05.º | Unión                | 39   | 34 | 15 | 9  | 10 | 83 | 63 | 20   |
| 06.º | Acassuso             | 37   | 34 | 14 | 9  | 11 | 81 | 69 | 12   |
| 07.º | All Boys             | 37   | 34 | 14 | 9  | 11 | 57 | 56 | 1    |
| 08.º | Dock Sud             | 34   | 34 | 15 | 4  | 15 | 70 | 82 | −12  |
| 09.º | Excursionistas       | 33   | 34 | 15 | 3  | 16 | 50 | 55 | −5   |
| 10.º | Nueva Chicago        | 31   | 34 | 11 | 9  | 14 | 61 | 58 | 3    |
| 11.º | Temperley            | 30   | 34 | 12 | 6  | 16 | 62 | 76 | −14  |
| 12.º | Def. de Belgrano     | 30   | 34 | 13 | 4  | 17 | 58 | 81 | −23  |
| 13.º | Talleres             | 29   | 34 | 12 | 5  | 17 | 70 | 77 | −7   |
| 14.º | Quilmes              | 29   | 34 | 9  | 11 | 14 | 51 | 58 | −7   |
| 15.º | Argentinos Juniors   | 29   | 34 | 10 | 9  | 15 | 66 | 79 | −13  |
| 16.º | Argentino de Quilmes | 28   | 34 | 11 | 6  | 17 | 69 | 90 | −21  |
| 17.º | Barracas Central     | 24   | 34 | 10 | 4  | 20 | 58 | 92 | −34  |
| 18.º | Los Andes            | 18   | 34 | 7  | 4  | 23 | 53 | 86 | −33  |

|  | Campeón. Ascendió a la Primera División. |
|  | Descendieron a la Tercera División.      |

## Resultados
Primera Rueda
| Fecha 1                | Fecha 1   | Fecha 1            | Fecha 1                | Fecha 1     | Fecha 1 |
| Local                  | Resultado | Visitante          | Estadio                | Fecha       |         |
| ---------------------- | --------- | ------------------ | ---------------------- | ----------- | ------- |
| Almagro                | 1 - 3     | Vélez Sarsfield    | Almagro                | 29 de marzo |         |
| Los Andes              | 2 - 3     | Acassuso           | Los Andes              | 29 de marzo |         |
| Defensores de Belgrano | 2 - 1     | Sportivo Dock Sud  | Defensores de Belgrano | 29 de marzo |         |
| Argentino de Quilmes   | 0 - 2     | Quilmes            | Argentino de Quilmes   | 29 de marzo |         |
| Nueva Chicago          | 1 - 4     | Chacarita Juniors  | Nueva Chicago          | 29 de marzo |         |
| Barracas Central       | 2 - 0     | Excursionistas     | Barracas Central       | 29 de marzo |         |
| Colegiales             | 5 - 3     | Temperley          | Colegiales             | 29 de marzo |         |
| All Boys               | 3 - 1     | Argentinos Juniors | All Boys               | 29 de marzo |         |
| Unión                  | 3 - 2     | Talleres (RdE)     | Unión                  | 30 de marzo |         |

| Fecha 2            | Fecha 2   | Fecha 2                | Fecha 2            | Fecha 2    | Fecha 2 |
| Local              | Resultado | Visitante              | Estadio            | Fecha      |         |
| ------------------ | --------- | ---------------------- | ------------------ | ---------- | ------- |
| All Boys           | 3 - 4     | Almagro                | All Boys           | 5 de abril |         |
| Argentinos Juniors | 3 - 3     | Colegiales             | Argentinos Juniors | 5 de abril |         |
| Temperley          | 3 - 2     | Barracas Central       | Temperley          | 5 de abril |         |
| Excursionistas     | 2 - 1     | Nueva Chicago          | Excursionistas     | 5 de abril |         |
| Chacarita Juniors  | 4 - 1     | Argentino de Quilmes   | Chacarita Juniors  | 5 de abril |         |
| Quilmes            | 4 - 4     | Unión                  | Quilmes            | 5 de abril |         |
| Talleres (RdE)     | 8 - 1     | Defensores de Belgrano | Talleres (RdE)     | 5 de abril |         |
| Sportivo Dock Sud  | 3 - 3     | Los Andes              | Sportivo Dock Sud  | 5 de abril |         |
| Acassuso           | 0 - 2     | Vélez Sarsfield        | Acassuso           | 5 de abril |         |

| Fecha 3                | Fecha 3   | Fecha 3            | Fecha 3                | Fecha 3     | Fecha 3 |
| Local                  | Resultado | Visitante          | Estadio                | Fecha       |         |
| ---------------------- | --------- | ------------------ | ---------------------- | ----------- | ------- |
| Almagro                | 5 - 1     | Acassuso           | Almagro                | 12 de abril |         |
| Vélez Sarsfield        | 8 - 0     | Sportivo Dock Sud  | Vélez Sarsfield        | 12 de abril |         |
| Los Andes              | 1 - 2     | Talleres (RdE)     | Los Andes              | 12 de abril |         |
| Defensores de Belgrano | 1 - 4     | Quilmes            | Defensores de Belgrano | 12 de abril |         |
| Argentino de Quilmes   | 4 - 1     | Excursionistas     | Argentino de Quilmes   | 12 de abril |         |
| Nueva Chicago          | 1 - 0     | Temperley          | Ferro Carril Oeste     | 12 de abril |         |
| Barracas Central       | 7 - 2     | Argentinos Juniors | Barracas Central       | 12 de abril |         |
| Colegiales             | 0 - 1     | All Boys           | Colegiales             | 12 de abril |         |
| Unión                  | 1 - 1     | Chacarita Juniors  | Unión                  | 13 de abril |         |

| Fecha 4            | Fecha 4   | Fecha 4                | Fecha 4            | Fecha 4     | Fecha 4 |
| Local              | Resultado | Visitante              | Estadio            | Fecha       |         |
| ------------------ | --------- | ---------------------- | ------------------ | ----------- | ------- |
| Colegiales         | 0 - 0     | Almagro                | Colegiales         | 19 de abril |         |
| All Boys           | 7 - 2     | Barracas Central       | All Boys           | 19 de abril |         |
| Argentinos Juniors | 4 - 4     | Nueva Chicago          | Argentinos Juniors | 19 de abril |         |
| Temperley          | 1 - 1     | Argentino de Quilmes   | Temperley          | 19 de abril |         |
| Excursionistas     | 3 - 1     | Unión                  | Excursionistas     | 19 de abril |         |
| Chacarita Juniors  | 2 - 0     | Defensores de Belgrano | Chacarita Juniors  | 19 de abril |         |
| Quilmes            | 3 - 1     | Los Andes              | Quilmes            | 19 de abril |         |
| Talleres (RdE)     | 2 - 1     | Vélez Sarsfield        | Talleres (RdE)     | 19 de abril |         |
| Sportivo Dock Sud  | 2 - 6     | Acassuso               | Sportivo Dock Sud  | 19 de abril |         |

| Fecha 5                | Fecha 5   | Fecha 5            | Fecha 5                | Fecha 5     | Fecha 5 |
| Local                  | Resultado | Visitante          | Estadio                | Fecha       |         |
| ---------------------- | --------- | ------------------ | ---------------------- | ----------- | ------- |
| Almagro                | 0 - 2     | Sportivo Dock Sud  | Almagro                | 26 de abril |         |
| Acassuso               | 2 - 0     | Talleres (RdE)     | Acassuso               | 26 de abril |         |
| Vélez Sarsfield        | 2 - 2     | Quilmes            | Vélez Sarsfield        | 26 de abril |         |
| Los Andes              | 1 - 2     | Chacarita Juniors  | Los Andes              | 26 de abril |         |
| Defensores de Belgrano | 2 - 4     | Excursionistas     | Defensores de Belgrano | 26 de abril |         |
| Argentino de Quilmes   | 3 - 2     | Argentinos Juniors | Argentino de Quilmes   | 26 de abril |         |
| Nueva Chicago          | 1 - 3     | All Boys           | Ferro Carril Oeste     | 26 de abril |         |
| Barracas Central       | 1 - 3     | Colegiales         | Barracas Central       | 26 de abril |         |
| Unión                  | 3 - 0     | Temperley          | Unión                  | 27 de abril |         |

| Fecha 6            | Fecha 6   | Fecha 6                | Fecha 6            | Fecha 6   | Fecha 6 |
| Local              | Resultado | Visitante              | Estadio            | Fecha     |         |
| ------------------ | --------- | ---------------------- | ------------------ | --------- | ------- |
| Barracas Central   | 0 - 5     | Almagro                | Barracas Central   | 3 de mayo |         |
| Colegiales         | 2 - 1     | Nueva Chicago          | Colegiales         | 3 de mayo |         |
| All Boys           | 3 - 1     | Argentino de Quilmes   | All Boys           | 3 de mayo |         |
| Argentinos Juniors | 0 - 4     | Unión                  | Argentinos Juniors | 3 de mayo |         |
| Temperley          | 2 - 0     | Defensores de Belgrano | Temperley          | 3 de mayo |         |
| Excursionistas     | 4 - 1     | Los Andes              | Excursionistas     | 3 de mayo |         |
| Chacarita Juniors  | 1 - 0     | Vélez Sarsfield        | Chacarita Juniors  | 3 de mayo |         |
| Quilmes            | 1 - 4     | Acassuso               | Quilmes            | 3 de mayo |         |
| Talleres (RdE)     | 1 - 1     | Sportivo Dock Sud      | Talleres (RdE)     | 3 de mayo |         |

| Fecha 7                | Fecha 7   | Fecha 7            | Fecha 7                | Fecha 7    | Fecha 7 |
| Local                  | Resultado | Visitante          | Estadio                | Fecha      |         |
| ---------------------- | --------- | ------------------ | ---------------------- | ---------- | ------- |
| Almagro                | 3 - 1     | Talleres (RdE)     | Almagro                | 10 de mayo |         |
| Sportivo Dock Sud      | 2 - 1     | Quilmes            | Sportivo Dock Sud      | 10 de mayo |         |
| Acassuso               | 2 - 1     | Chacarita Juniors  | Acassuso               | 10 de mayo |         |
| Vélez Sarsfield        | 4 - 0     | Excursionistas     | Vélez Sarsfield        | 10 de mayo |         |
| Los Andes              | 6 - 1     | Temperley          | Los Andes              | 10 de mayo |         |
| Defensores de Belgrano | 4 - 3     | Argentinos Juniors | Defensores de Belgrano | 10 de mayo |         |
| Argentino de Quilmes   | 2 - 5     | Colegiales         | Argentino de Quilmes   | 10 de mayo |         |
| Nueva Chicago          | 4 - 0     | Barracas Central   | Nueva Chicago          | 10 de mayo |         |
| Unión                  | 2 - 0     | All Boys           | Unión                  | 11 de mayo |         |

| Fecha 8            | Fecha 8   | Fecha 8                | Fecha 8            | Fecha 8    | Fecha 8 |
| Local              | Resultado | Visitante              | Estadio            | Fecha      |         |
| ------------------ | --------- | ---------------------- | ------------------ | ---------- | ------- |
| Nueva Chicago      | 0 - 2     | Almagro                | Nueva Chicago      | 17 de mayo |         |
| Barracas Central   | 2 - 2     | Argentino de Quilmes   | Barracas Central   | 17 de mayo |         |
| Colegiales         | 3 - 2     | Unión                  | Colegiales         | 17 de mayo |         |
| All Boys           | 1 - 1     | Defensores de Belgrano | All Boys           | 17 de mayo |         |
| Argentinos Juniors | 4 - 0     | Los Andes              | Argentinos Juniors | 17 de mayo |         |
| Temperley          | 1 - 2     | Vélez Sarsfield        | Temperley          | 17 de mayo |         |
| Excursionistas     | 0 - 0     | Acassuso               | Excursionistas     | 17 de mayo |         |
| Chacarita Juniors  | 2 - 1     | Sportivo Dock Sud      | Chacarita Juniors  | 17 de mayo |         |
| Quilmes            | 1 - 1     | Talleres (RdE)         | Quilmes            | 17 de mayo |         |

| Fecha 9                | Fecha 9   | Fecha 9            | Fecha 9                | Fecha 9    | Fecha 9 |
| Local                  | Resultado | Visitante          | Estadio                | Fecha      |         |
| ---------------------- | --------- | ------------------ | ---------------------- | ---------- | ------- |
| Talleres (RdE)         | 3 - 4     | Chacarita Juniors  | Talleres (RdE)         | 24 de mayo |         |
| Sportivo Dock Sud      | 4 - 1     | Excursionistas     | Sportivo Dock Sud      | 24 de mayo |         |
| Acassuso               | 2 - 2     | Temperley          | Acassuso               | 24 de mayo |         |
| Vélez Sarsfield        | 5 - 0     | Argentinos Juniors | Vélez Sarsfield        | 24 de mayo |         |
| Defensores de Belgrano | 1 - 2     | Colegiales         | Defensores de Belgrano | 24 de mayo |         |
| Argentino de Quilmes   | 2 - 3     | Nueva Chicago      | Argentino de Quilmes   | 24 de mayo |         |
| Unión                  | 5 - 2     | Barracas Central   | Unión                  | 25 de mayo |         |
| Almagro                | 4 - 1     | Quilmes            | Almagro                | 28 de mayo |         |
| Los Andes              | 1 - 2     | All Boys           | Los Andes              | 28 de mayo |         |

| Fecha 10             | Fecha 10  | Fecha 10               | Fecha 10             | Fecha 10   | Fecha 10 |
| Local                | Resultado | Visitante              | Estadio              | Fecha      |          |
| -------------------- | --------- | ---------------------- | -------------------- | ---------- | -------- |
| Argentino de Quilmes | 1 - 1     | Almagro                | Argentino de Quilmes | 31 de mayo |          |
| Nueva Chicago        | 3 - 1     | Unión                  | Nueva Chicago        | 31 de mayo |          |
| Barracas Central     | 2 - 0     | Defensores de Belgrano | Barracas Central     | 31 de mayo |          |
| Colegiales           | 3 - 2     | Los Andes              | Colegiales           | 31 de mayo |          |
| All Boys             | 1 - 1     | Vélez Sarsfield        | Ferro Carril Oeste   | 31 de mayo |          |
| Argentinos Juniors   | 1 - 2     | Acassuso               | Argentinos Juniors   | 31 de mayo |          |
| Temperley            | 2 - 3     | Sportivo Dock Sud      | Temperley            | 31 de mayo |          |
| Excursionistas       | 2 - 1     | Talleres (RdE)         | Excursionistas       | 31 de mayo |          |
| Chacarita Juniors    | 1 - 0     | Quilmes                | Chacarita Juniors    | 31 de mayo |          |

| Fecha 11               | Fecha 11  | Fecha 11             | Fecha 11               | Fecha 11   | Fecha 11 |
| Local                  | Resultado | Visitante            | Estadio                | Fecha      |          |
| ---------------------- | --------- | -------------------- | ---------------------- | ---------- | -------- |
| Almagro                | 1 - 2     | Chacarita Juniors    | San Lorenzo            | 7 de junio |          |
| Quilmes                | 1 - 2     | Excursionistas       | Quilmes                | 7 de junio |          |
| Talleres (RdE)         | 2 - 3     | Temperley            | Talleres (RdE)         | 7 de junio |          |
| Sportivo Dock Sud      | 2 - 1     | Argentinos Juniors   | Sportivo Dock Sud      | 7 de junio |          |
| Acassuso               | 0 - 0     | All Boys             | Acassuso               | 7 de junio |          |
| Vélez Sarsfield        | 0 - 1     | Colegiales           | Vélez Sarsfield        | 7 de junio |          |
| Los Andes              | 1 - 1     | Barracas Central     | Los Andes              | 7 de junio |          |
| Defensores de Belgrano | 0 - 2     | Nueva Chicago        | Defensores de Belgrano | 7 de junio |          |
| Unión                  | 5 - 2     | Argentino de Quilmes | Unión                  | 8 de junio |          |

| Fecha 12             | Fecha 12  | Fecha 12               | Fecha 12             | Fecha 12    | Fecha 12 |
| Local                | Resultado | Visitante              | Estadio              | Fecha       |          |
| -------------------- | --------- | ---------------------- | -------------------- | ----------- | -------- |
| Argentino de Quilmes | 5 - 1     | Defensores de Belgrano | Argentino de Quilmes | 14 de junio |          |
| Nueva Chicago        | 4 - 1     | Los Andes              | Nueva Chicago        | 14 de junio |          |
| Barracas Central     | 2 - 0     | Vélez Sarsfield        | Barracas Central     | 14 de junio |          |
| Colegiales           | 2 - 1     | Acassuso               | Colegiales           | 14 de junio |          |
| All Boys             | 2 - 1     | Sportivo Dock Sud      | All Boys             | 14 de junio |          |
| Argentinos Juniors   | 3 - 1     | Talleres (RdE)         | Argentinos Juniors   | 14 de junio |          |
| Temperley            | 1 - 0     | Quilmes                | Temperley            | 14 de junio |          |
| Excursionistas       | 0 - 1     | Chacarita Juniors      | Excursionistas       | 14 de junio |          |
| Unión                | 1 - 2     | Almagro                | Unión                | 15 de junio |          |

| Fecha 13               | Fecha 13  | Fecha 13             | Fecha 13               | Fecha 13    | Fecha 13 |
| Local                  | Resultado | Visitante            | Estadio                | Fecha       |          |
| ---------------------- | --------- | -------------------- | ---------------------- | ----------- | -------- |
| Almagro                | 0 - 2     | Excursionistas       | Almagro                | 21 de junio |          |
| Chacarita Juniors      | 3 - 3     | Temperley            | Chacarita Juniors      | 21 de junio |          |
| Quilmes                | 1 - 1     | Argentinos Juniors   | Quilmes                | 21 de junio |          |
| Talleres (RdE)         | 3 - 1     | All Boys             | Talleres (RdE)         | 21 de junio |          |
| Sportivo Dock Sud      | 5 - 4     | Colegiales           | Sportivo Dock Sud      | 21 de junio |          |
| Acassuso               | 2 - 1     | Barracas Central     | Acassuso               | 21 de junio |          |
| Vélez Sarsfield        | 2 - 1     | Nueva Chicago        | Vélez Sarsfield        | 21 de junio |          |
| Los Andes              | 5 - 1     | Argentino de Quilmes | Temperley              | 21 de junio |          |
| Defensores de Belgrano | 1 - 0     | Unión                | Defensores de Belgrano | 21 de junio |          |

| Fecha 14               | Fecha 14  | Fecha 14          | Fecha 14               | Fecha 14    | Fecha 14 |
| Local                  | Resultado | Visitante         | Estadio                | Fecha       |          |
| ---------------------- | --------- | ----------------- | ---------------------- | ----------- | -------- |
| Defensores de Belgrano | 1 - 1     | Almagro           | Defensores de Belgrano | 28 de junio |          |
| Argentino de Quilmes   | 1 - 0     | Vélez Sarsfield   | Argentino de Quilmes   | 28 de junio |          |
| Nueva Chicago          | 2 - 1     | Acassuso          | Nueva Chicago          | 28 de junio |          |
| Barracas Central       | 3 - 2     | Sportivo Dock Sud | Barracas Central       | 28 de junio |          |
| Colegiales             | 2 - 1     | Talleres (RdE)    | Colegiales             | 28 de junio |          |
| All Boys               | 1 - 0     | Quilmes           | All Boys               | 28 de junio |          |
| Argentinos Juniors     | 1 - 3     | Chacarita Juniors | Argentinos Juniors     | 28 de junio |          |
| Temperley              | 1 - 0     | Excursionistas    | Temperley              | 28 de junio |          |
| Unión                  | 4 - 1     | Los Andes         | Unión                  | 29 de junio |          |

| Fecha 15          | Fecha 15  | Fecha 15               | Fecha 15          | Fecha 15   | Fecha 15 |
| Local             | Resultado | Visitante              | Estadio           | Fecha      |          |
| ----------------- | --------- | ---------------------- | ----------------- | ---------- | -------- |
| Almagro           | 1 - 1     | Temperley              | Almagro           | 5 de julio |          |
| Excursionistas    | 0 - 1     | Argentinos Juniors     | Excursionistas    | 5 de julio |          |
| Chacarita Juniors | 1 - 0     | All Boys               | Chacarita Juniors | 5 de julio |          |
| Quilmes           | 2 - 5     | Colegiales             | Quilmes           | 5 de julio |          |
| Talleres (RdE)    | 5 - 1     | Barracas Central       | Talleres (RdE)    | 5 de julio |          |
| Sportivo Dock Sud | 2 - 2     | Nueva Chicago          | Sportivo Dock Sud | 5 de julio |          |
| Acassuso          | 7 - 4     | Argentino de Quilmes   | Acassuso          | 5 de julio |          |
| Vélez Sarsfield   | 1 - 2     | Unión                  | Vélez Sarsfield   | 5 de julio |          |
| Los Andes         | 5 - 0     | Defensores de Belgrano | Los Andes         | 5 de julio |          |

| Fecha 16               | Fecha 16  | Fecha 16          | Fecha 16               | Fecha 16    | Fecha 16 |
| Local                  | Resultado | Visitante         | Estadio                | Fecha       |          |
| ---------------------- | --------- | ----------------- | ---------------------- | ----------- | -------- |
| Los Andes              | 1 - 1     | Almagro           | Los Andes              | 12 de julio |          |
| Defensores de Belgrano | 2 - 2     | Vélez Sarsfield   | Defensores de Belgrano | 12 de julio |          |
| Argentino de Quilmes   | 3 - 0     | Sportivo Dock Sud | Argentino de Quilmes   | 12 de julio |          |
| Nueva Chicago          | 1 - 2     | Talleres (RdE)    | Nueva Chicago          | 12 de julio |          |
| Barracas Central       | 1 - 3     | Quilmes           | Barracas Central       | 12 de julio |          |
| Colegiales             | 0 - 1     | Chacarita Juniors | Colegiales             | 12 de julio |          |
| All Boys               | 3 - 2     | Excursionistas    | All Boys               | 12 de julio |          |
| Argentinos Juniors     | 3 - 1     | Temperley         | Argentinos Juniors     | 12 de julio |          |
| Unión                  | 5 - 5     | Acassuso          | Unión                  | 13 de julio |          |

| Fecha 17          | Fecha 17  | Fecha 17               | Fecha 17             | Fecha 17    | Fecha 17 |
| Local             | Resultado | Visitante              | Estadio              | Fecha       |          |
| ----------------- | --------- | ---------------------- | -------------------- | ----------- | -------- |
| Almagro           | 1 - 3     | Argentinos Juniors     | Almagro              | 19 de julio |          |
| Temperley         | 4 - 0     | All Boys               | Temperley            | 19 de julio |          |
| Excursionistas    | 0 - 1     | Colegiales             | Excursionistas       | 19 de julio |          |
| Chacarita Juniors | 7 - 1     | Barracas Central       | Chacarita Juniors    | 19 de julio |          |
| Quilmes           | 0 - 0     | Nueva Chicago          | Argentino de Quilmes | 19 de julio |          |
| Talleres (RdE)    | 4 - 1     | Argentino de Quilmes   | Talleres (RdE)       | 19 de julio |          |
| Sportivo Dock Sud | 3 - 1     | Unión                  | Sportivo Dock Sud    | 19 de julio |          |
| Acassuso          | 2 - 4     | Defensores de Belgrano | Acassuso             | 19 de julio |          |
| Vélez Sarsfield   | 4 - 0     | Los Andes              | Vélez Sarsfield      | 19 de julio |          |

Segunda Rueda
| Fecha 18           | Fecha 18  | Fecha 18               | Fecha 18           | Fecha 18    | Fecha 18 |
| Local              | Resultado | Visitante              | Estadio            | Fecha       |          |
| ------------------ | --------- | ---------------------- | ------------------ | ----------- | -------- |
| Vélez Sarsfield    | 1 - 1     | Almagro                | Vélez Sarsfield    | 26 de julio |          |
| Acassuso           | 6 - 3     | Los Andes              | Acassuso           | 26 de julio |          |
| Sportivo Dock Sud  | 4 - 0     | Defensores de Belgrano | Sportivo Dock Sud  | 26 de julio |          |
| Talleres (RdE)     | 2 - 2     | Unión                  | Talleres (RdE)     | 26 de julio |          |
| Quilmes            | 2 - 1     | Argentino de Quilmes   | Quilmes            | 26 de julio |          |
| Chacarita Juniors  | 2 - 0     | Nueva Chicago          | Chacarita Juniors  | 26 de julio |          |
| Excursionistas     | 3 - 0     | Barracas Central       | Excursionistas     | 26 de julio |          |
| Temperley          | 0 - 2     | Colegiales             | Temperley          | 26 de julio |          |
| Argentinos Juniors | 2 - 2     | All Boys               | Argentinos Juniors | 26 de julio |          |

| Fecha 19               | Fecha 19  | Fecha 19           | Fecha 19               | Fecha 19    | Fecha 19 |
| Local                  | Resultado | Visitante          | Estadio                | Fecha       |          |
| ---------------------- | --------- | ------------------ | ---------------------- | ----------- | -------- |
| Almagro                | 3 - 1     | All Boys           | Almagro                | 2 de agosto |          |
| Colegiales             | 2 - 1     | Argentinos Juniors | Colegiales             | 2 de agosto |          |
| Barracas Central       | 1 - 1     | Temperley          | Barracas Central       | 2 de agosto |          |
| Nueva Chicago          | 2 - 2     | Excursionistas     | Nueva Chicago          | 2 de agosto |          |
| Argentino de Quilmes   | 1 - 1     | Chacarita Juniors  | Argentino de Quilmes   | 2 de agosto |          |
| Defensores de Belgrano | 4 - 1     | Talleres (RdE)     | Defensores de Belgrano | 2 de agosto |          |
| Los Andes              | 3 - 2     | Sportivo Dock Sud  | Los Andes              | 2 de agosto |          |
| Vélez Sarsfield        | 7 - 3     | Acassuso           | Vélez Sarsfield        | 2 de agosto |          |
| Unión                  | 3 - 1     | Quilmes            | Unión                  | 3 de agosto |          |

| Fecha 20           | Fecha 20  | Fecha 20               | Fecha 20           | Fecha 20     | Fecha 20 |
| Local              | Resultado | Visitante              | Estadio            | Fecha        |          |
| ------------------ | --------- | ---------------------- | ------------------ | ------------ | -------- |
| Acassuso           | 1 - 1     | Almagro                | Acassuso           | 16 de agosto |          |
| Sportivo Dock Sud  | 3 - 2     | Vélez Sarsfield        | Sportivo Dock Sud  | 16 de agosto |          |
| Talleres (RdE)     | 3 - 2     | Los Andes              | Talleres (RdE)     | 16 de agosto |          |
| Quilmes            | 3 - 1     | Defensores de Belgrano | Quilmes            | 16 de agosto |          |
| Chacarita Juniors  | 5 - 1     | Unión                  | Chacarita Juniors  | 16 de agosto |          |
| Excursionistas     | 3 - 0     | Argentino de Quilmes   | Excursionistas     | 16 de agosto |          |
| Temperley          | 1 - 9     | Nueva Chicago          | San Lorenzo        | 16 de agosto |          |
| Argentinos Juniors | 3 - 2     | Barracas Central       | Argentinos Juniors | 16 de agosto |          |
| All Boys           | 2 - 1     | Colegiales             | All Boys           | 16 de agosto |          |

| Fecha 21               | Fecha 21  | Fecha 21           | Fecha 21               | Fecha 21     | Fecha 21 |
| Local                  | Resultado | Visitante          | Estadio                | Fecha        |          |
| ---------------------- | --------- | ------------------ | ---------------------- | ------------ | -------- |
| Almagro                | 4 - 0     | Colegiales         | Almagro                | 23 de agosto |          |
| Barracas Central       | 2 - 0     | All Boys           | Barracas Central       | 23 de agosto |          |
| Nueva Chicago          | 2 - 2     | Argentinos Juniors | Nueva Chicago          | 23 de agosto |          |
| Argentino de Quilmes   | 4 - 3     | Temperley          | Argentino de Quilmes   | 23 de agosto |          |
| Defensores de Belgrano | 2 - 4     | Chacarita Juniors  | Defensores de Belgrano | 23 de agosto |          |
| Los Andes              | 2 - 0     | Quilmes            | San Lorenzo            | 23 de agosto |          |
| Vélez Sarsfield        | 7 - 1     | Talleres (RdE)     | Vélez Sarsfield        | 23 de agosto |          |
| Acassuso               | 3 - 0     | Sportivo Dock Sud  | Acassuso               | 23 de agosto |          |
| Unión                  | 4 - 1     | Excursionistas     | Unión                  | 24 de agosto |          |

| Fecha 22           | Fecha 22  | Fecha 22               | Fecha 22           | Fecha 22     | Fecha 22 |
| Local              | Resultado | Visitante              | Estadio            | Fecha        |          |
| ------------------ | --------- | ---------------------- | ------------------ | ------------ | -------- |
| Sportivo Dock Sud  | 0 - 2     | Almagro                | Sportivo Dock Sud  | 30 de agosto |          |
| Talleres (RdE)     | 3 - 2     | Acassuso               | Talleres (RdE)     | 30 de agosto |          |
| Quilmes            | 1 - 1     | Vélez Sarsfield        | Quilmes            | 30 de agosto |          |
| Chacarita Juniors  | 6 - 0     | Los Andes              | Chacarita Juniors  | 30 de agosto |          |
| Excursionistas     | 0 - 2     | Defensores de Belgrano | Excursionistas     | 30 de agosto |          |
| Temperley          | 2 - 0     | Unión                  | Temperley          | 30 de agosto |          |
| Argentinos Juniors | 4 - 1     | Argentino de Quilmes   | Argentinos Juniors | 30 de agosto |          |
| All Boys           | 1 - 1     | Nueva Chicago          | All Boys           | 30 de agosto |          |
| Colegiales         | 2 - 1     | Barracas Central       | Colegiales         | 30 de agosto |          |

| Fecha 23               | Fecha 23  | Fecha 23           | Fecha 23               | Fecha 23        | Fecha 23 |
| Local                  | Resultado | Visitante          | Estadio                | Fecha           |          |
| ---------------------- | --------- | ------------------ | ---------------------- | --------------- | -------- |
| Almagro                | 4 - 3     | Barracas Central   | Almagro                | 6 de septiembre |          |
| Nueva Chicago          | 0 - 0     | Colegiales         | Nueva Chicago          | 6 de septiembre |          |
| Argentino de Quilmes   | 2 - 2     | All Boys           | Argentino de Quilmes   | 6 de septiembre |          |
| Defensores de Belgrano | 3 - 2     | Temperley          | Defensores de Belgrano | 6 de septiembre |          |
| Los Andes              | 1 - 0     | Excursionistas     | Los Andes              | 6 de septiembre |          |
| Vélez Sarsfield        | 2 - 3     | Chacarita Juniors  | Vélez Sarsfield        | 6 de septiembre |          |
| Acassuso               | 3 - 0     | Quilmes            | Acassuso               | 6 de septiembre |          |
| Sportivo Dock Sud      | 2 - 1     | Talleres (RdE)     | Sportivo Dock Sud      | 6 de septiembre |          |
| Unión                  | 0 - 0     | Argentinos Juniors | Unión                  | 7 de septiembre |          |

| Fecha 24           | Fecha 24  | Fecha 24               | Fecha 24           | Fecha 24         | Fecha 24 |
| Local              | Resultado | Visitante              | Estadio            | Fecha            |          |
| ------------------ | --------- | ---------------------- | ------------------ | ---------------- | -------- |
| Talleres (RdE)     | 0 - 3     | Almagro                | Talleres (RdE)     | 13 de septiembre |          |
| Quilmes            | 1 - 1     | Sportivo Dock Sud      | Quilmes            | 13 de septiembre |          |
| Chacarita Juniors  | 2 - 2     | Acassuso               | Chacarita Juniors  | 13 de septiembre |          |
| Excursionistas     | 1 - 1     | Vélez Sarsfield        | Excursionistas     | 13 de septiembre |          |
| Temperley          | 3 - 1     | Los Andes              | Temperley          | 13 de septiembre |          |
| Argentinos Juniors | 1 - 3     | Defensores de Belgrano | Argentinos Juniors | 13 de septiembre |          |
| All Boys           | 3 - 3     | Unión                  | All Boys           | 13 de septiembre |          |
| Colegiales         | 4 - 1     | Argentino de Quilmes   | Colegiales         | 13 de septiembre |          |
| Barracas Central   | 1 - 2     | Nueva Chicago          | Barracas Central   | 13 de septiembre |          |

| Fecha 25               | Fecha 25  | Fecha 25           | Fecha 25               | Fecha 25         | Fecha 25 |
| Local                  | Resultado | Visitante          | Estadio                | Fecha            |          |
| ---------------------- | --------- | ------------------ | ---------------------- | ---------------- | -------- |
| Almagro                | 0 - 1     | Nueva Chicago      | Almagro                | 20 de septiembre |          |
| Argentino de Quilmes   | 2 - 3     | Barracas Central   | Quilmes                | 20 de septiembre |          |
| Defensores de Belgrano | 1 - 2     | All Boys           | Defensores de Belgrano | 20 de septiembre |          |
| Los Andes              | 1 - 1     | Argentinos Juniors | Los Andes              | 20 de septiembre |          |
| Vélez Sarsfield        | 4 - 2     | Temperley          | Vélez Sarsfield        | 20 de septiembre |          |
| Acassuso               | 3 - 0     | Excursionistas     | Acassuso               | 20 de septiembre |          |
| Sportivo Dock Sud      | 1 - 4     | Chacarita Juniors  | Sportivo Dock Sud      | 20 de septiembre |          |
| Talleres (RdE)         | 2 - 1     | Quilmes            | Talleres (RdE)         | 20 de septiembre |          |
| Unión                  | 3 - 1     | Colegiales         | Unión                  | 21 de septiembre |          |

| Fecha 26           | Fecha 26  | Fecha 26               | Fecha 26           | Fecha 26         | Fecha 26 |
| Local              | Resultado | Visitante              | Estadio            | Fecha            |          |
| ------------------ | --------- | ---------------------- | ------------------ | ---------------- | -------- |
| Quilmes            | 1 - 3     | Almagro                | Quilmes            | 27 de septiembre |          |
| Chacarita Juniors  | 3 - 0     | Talleres (RdE)         | Chacarita Juniors  | 27 de septiembre |          |
| Excursionistas     | 4 - 1     | Sportivo Dock Sud      | Excursionistas     | 27 de septiembre |          |
| Temperley          | 2 - 1     | Acassuso               | Temperley          | 27 de septiembre |          |
| Argentinos Juniors | 0 - 3     | Vélez Sarsfield        | Argentinos Juniors | 27 de septiembre |          |
| All Boys           | 2 - 1     | Los Andes              | All Boys           | 27 de septiembre |          |
| Colegiales         | 1 - 0     | Defensores de Belgrano | Colegiales         | 27 de septiembre |          |
| Barracas Central   | 1 - 1     | Unión                  | Barracas Central   | 27 de septiembre |          |
| Nueva Chicago      | 1 - 1     | Argentino de Quilmes   | Nueva Chicago      | 27 de septiembre |          |

| Fecha 27               | Fecha 27  | Fecha 27             | Fecha 27               | Fecha 27      | Fecha 27 |
| Local                  | Resultado | Visitante            | Estadio                | Fecha         |          |
| ---------------------- | --------- | -------------------- | ---------------------- | ------------- | -------- |
| Almagro                | 4 - 2     | Argentino de Quilmes | Almagro                | 11 de octubre |          |
| Defensores de Belgrano | 3 - 2     | Barracas Central     | Defensores de Belgrano | 11 de octubre |          |
| Los Andes              | 1 - 4     | Colegiales           | Los Andes              | 11 de octubre |          |
| Vélez Sarsfield        | 1 - 1     | All Boys             | Ferro Carril Oeste     | 11 de octubre |          |
| Acassuso               | 3 - 0     | Argentinos Juniors   | Acassuso               | 11 de octubre |          |
| Sportivo Dock Sud      | 5 - 1     | Temperley            | Sportivo Dock Sud      | 11 de octubre |          |
| Talleres (RdE)         | 0 - 1     | Excursionistas       | Talleres (RdE)         | 11 de octubre |          |
| Quilmes                | 0 - 0     | Chacarita Juniors    | Quilmes                | 11 de octubre |          |
| Unión                  | 4 - 2     | Nueva Chicago        | Unión                  | 12 de octubre |          |

| Fecha 28             | Fecha 28  | Fecha 28               | Fecha 28             | Fecha 28      | Fecha 28 |
| Local                | Resultado | Visitante              | Estadio              | Fecha         |          |
| -------------------- | --------- | ---------------------- | -------------------- | ------------- | -------- |
| Chacarita Juniors    | 3 - 0     | Almagro                | Ferro Carril Oeste   | 18 de octubre |          |
| Excursionistas       | 2 - 4     | Quilmes                | Excursionistas       | 18 de octubre |          |
| Temperley            | 2 - 3     | Talleres (RdE)         | Temperley            | 18 de octubre |          |
| Argentinos Juniors   | 3 - 1     | Sportivo Dock Sud      | Argentinos Juniors   | 18 de octubre |          |
| All Boys             | 3 - 3     | Acassuso               | All Boys             | 18 de octubre |          |
| Colegiales           | 2 - 1     | Vélez Sarsfield        | Colegiales           | 18 de octubre |          |
| Barracas Central     | 2 - 1     | Los Andes              | Barracas Central     | 18 de octubre |          |
| Nueva Chicago        | 4 - 2     | Defensores de Belgrano | Nueva Chicago        | 18 de octubre |          |
| Argentino de Quilmes | 4 - 1     | Unión                  | Argentino de Quilmes | 18 de octubre |          |

| Fecha 29               | Fecha 29  | Fecha 29             | Fecha 29               | Fecha 29      | Fecha 29 |
| Local                  | Resultado | Visitante            | Estadio                | Fecha         |          |
| ---------------------- | --------- | -------------------- | ---------------------- | ------------- | -------- |
| Almagro                | 0 - 0     | Unión                | Almagro                | 25 de octubre |          |
| Defensores de Belgrano | 3 - 0     | Argentino de Quilmes | Defensores de Belgrano | 25 de octubre |          |
| Los Andes              | 2 - 0     | Nueva Chicago        | Los Andes              | 25 de octubre |          |
| Vélez Sarsfield        | 4 - 0     | Barracas Central     | Vélez Sarsfield        | 25 de octubre |          |
| Acassuso               | 1 - 1     | Colegiales           | Acassuso               | 25 de octubre |          |
| Sportivo Dock Sud      | 2 - 0     | All Boys             | Sportivo Dock Sud      | 25 de octubre |          |
| Talleres (RdE)         | 2 - 2     | Argentinos Juniors   | Talleres (RdE)         | 25 de octubre |          |
| Quilmes                | 0 - 0     | Temperley            | Quilmes                | 25 de octubre |          |
| Chacarita Juniors      | 3 - 1     | Excursionistas       | Chacarita Juniors      | 25 de octubre |          |

| Fecha 30             | Fecha 30  | Fecha 30               | Fecha 30             | Fecha 30       | Fecha 30 |
| Local                | Resultado | Visitante              | Estadio              | Fecha          |          |
| -------------------- | --------- | ---------------------- | -------------------- | -------------- | -------- |
| Excursionistas       | 3 - 1     | Almagro                | Excursionistas       | 8 de noviembre |          |
| Temperley            | 4 - 3     | Chacarita Juniors      | Temperley            | 8 de noviembre |          |
| Argentinos Juniors   | 3 - 3     | Quilmes                | Argentinos Juniors   | 8 de noviembre |          |
| All Boys             | 3 - 1     | Talleres (RdE)         | All Boys             | 8 de noviembre |          |
| Colegiales           | 3 - 4     | Sportivo Dock Sud      | Colegiales           | 8 de noviembre |          |
| Barracas Central     | 1 - 0     | Acassuso               | Barracas Central     | 8 de noviembre |          |
| Nueva Chicago        | 0 - 1     | Vélez Sarsfield        | Nueva Chicago        | 8 de noviembre |          |
| Argentino de Quilmes | 2 - 0     | Los Andes              | Argentino de Quilmes | 8 de noviembre |          |
| Unión                | 5 - 1     | Defensores de Belgrano | Unión                | 8 de noviembre |          |

| Fecha 31          | Fecha 31  | Fecha 31               | Fecha 31          | Fecha 31        | Fecha 31 |
| Local             | Resultado | Visitante              | Estadio           | Fecha           |          |
| ----------------- | --------- | ---------------------- | ----------------- | --------------- | -------- |
| Almagro           | 2 - 2     | Defensores de Belgrano | Almagro           | 15 de noviembre |          |
| Los Andes         | 1 - 3     | Unión                  | Los Andes         | 15 de noviembre |          |
| Acassuso          | 2 - 2     | Nueva Chicago          | Acassuso          | 15 de noviembre |          |
| Sportivo Dock Sud | 3 - 2     | Barracas Central       | Sportivo Dock Sud | 15 de noviembre |          |
| Talleres (RdE)    | 1 - 1     | Colegiales             | Talleres (RdE)    | 15 de noviembre |          |
| Chacarita Juniors | 5 - 2     | Argentinos Juniors     | Chacarita Juniors | 15 de noviembre |          |
| Excursionistas    | 2 - 1     | Temperley              | Excursionistas    | 15 de noviembre |          |
| Vélez Sarsfield   | 4 - 1     | Argentino de Quilmes   | Vélez Sarsfield   | 16 de noviembre |          |
| Quilmes           | 1 - 2     | All Boys               | Quilmes           | 19 de noviembre |          |

| Fecha 32               | Fecha 32  | Fecha 32          | Fecha 32               | Fecha 32        | Fecha 32 |
| Local                  | Resultado | Visitante         | Estadio                | Fecha           |          |
| ---------------------- | --------- | ----------------- | ---------------------- | --------------- | -------- |
| Temperley              | 0 - 3     | Almagro           | Temperley              | 22 de noviembre |          |
| Argentinos Juniors     | 4 - 1     | Excursionistas    | Argentinos Juniors     | 22 de noviembre |          |
| All Boys               | 0 - 2     | Chacarita Juniors | All Boys               | 22 de noviembre |          |
| Colegiales             | 1 - 1     | Quilmes           | Colegiales             | 22 de noviembre |          |
| Barracas Central       | 3 - 2     | Talleres (RdE)    | Barracas Central       | 22 de noviembre |          |
| Argentino de Quilmes   | 2 - 1     | Acassuso          | Argentino de Quilmes   | 22 de noviembre |          |
| Unión                  | 1 - 1     | Vélez Sarsfield   | Unión                  | 22 de noviembre |          |
| Defensores de Belgrano | 2 - 0     | Los Andes         | Defensores de Belgrano | 22 de noviembre |          |
| Nueva Chicago          | 2 - 4     | Sportivo Dock Sud | Nueva Chicago          | 23 de noviembre |          |

| Fecha 33          | Fecha 33  | Fecha 33               | Fecha 33          | Fecha 33        | Fecha 33 |
| Local             | Resultado | Visitante              | Estadio           | Fecha           |          |
| ----------------- | --------- | ---------------------- | ----------------- | --------------- | -------- |
| Almagro           | 5 - 1     | Los Andes              | Almagro           | 29 de noviembre |          |
| Vélez Sarsfield   | 1 - 3     | Defensores de Belgrano | Vélez Sarsfield   | 29 de noviembre |          |
| Acassuso          | 4 - 3     | Unión                  | Acassuso          | 29 de noviembre |          |
| Sportivo Dock Sud | 2 - 4     | Argentino de Quilmes   | Sportivo Dock Sud | 29 de noviembre |          |
| Talleres (RdE)    | 3 - 1     | Nueva Chicago          | Talleres (RdE)    | 29 de noviembre |          |
| Quilmes           | 4 - 1     | Barracas Central       | Quilmes           | 29 de noviembre |          |
| Chacarita Juniors | 0 - 0     | Colegiales             | Chacarita Juniors | 29 de noviembre |          |
| Excursionistas    | 2 - 0     | All Boys               | Excursionistas    | 29 de noviembre |          |
| Temperley         | 4 - 1     | Argentinos Juniors     | Temperley         | 29 de noviembre |          |

| Fecha 34               | Fecha 34  | Fecha 34          | Fecha 34               | Fecha 34        | Fecha 34 |
| Local                  | Resultado | Visitante         | Estadio                | Fecha           |          |
| ---------------------- | --------- | ----------------- | ---------------------- | --------------- | -------- |
| Argentinos Juniors     | 5 - 1     | Almagro           | Argentinos Juniors     | 6 de diciembre  |          |
| All Boys               | 2 - 3     | Temperley         | All Boys               | 6 de diciembre  |          |
| Colegiales             | 0 - 1     | Excursionistas    | Colegiales             | 6 de diciembre  |          |
| Barracas Central       | 3 - 6     | Chacarita Juniors | Barracas Central       | 6 de diciembre  |          |
| Argentino de Quilmes   | 7 - 6     | Talleres (RdE)    | Argentino de Quilmes   | 6 de diciembre  |          |
| Defensores de Belgrano | 4 - 3     | Acassuso          | Defensores de Belgrano | 6 de diciembre  |          |
| Unión                  | 5 - 1     | Sportivo Dock Sud | Unión                  | 7 de diciembre  |          |
| Nueva Chicago          | 1 - 2     | Quilmes           | Nueva Chicago          | 13 de diciembre |          |
| Los Andes              | 1 - 3     | Vélez Sarsfield   | Los Andes              | 13 de diciembre |          |

| 1. 2. |